# Mesorregiones de Brasil
Mesorregión (en portugués: Mesorregião) es una subdivisión de los estados brasileños que congrega varios municipios de una zona geográfica con similitudes económicas y sociales, y que a su vez se subdividen en microrregiones. Las mesorregiones fueron creadas por el IBGE y se utilizan para fines estadísticos y no son, por tanto, entidades políticas o administrativas.